# Johann Jacob Fried
Ne doit pas être confondu avec Johann Jacob Fried (médecin).
Johann Jacob Fried, né à Strasbourg en 1623 et mort dans la même ville le 10 mars 1677, est un avocat et un syndic qui dirigea la chancellerie.
En 1674 il fonde une bourse d'études qui porte son nom – le Stipendium Fridianum –, attribuée aux jeunes gens se destinant à des carrières libérales.
Il fut chargé de plusieurs ambassades auprès de Louis XIV.